# NEPCON JAPAN
NEPCON JAPAN(네프콘 재팬)이란 아시아를 대표하는 일렉트로닉 R&D, 제조 기술 박람회이다. 1972년부터 시작하여 2018년 올해 47회를 맞았다. 전시회는 Reed Exhibitions Japan Ltd의 주최로 7가지 핵심분야로 나누어진다. 2018년을 기준으로 매년 두번 도쿄와 나고야에서 열리는데 도쿄에서는 1월중순에, 나고야에서는 9월에 열린다. 주로 참관대상자는 전자 제조와 관련된 광범위한 분야의 전문가들로, 아래의 표와 같은 사업자들이 주로 참관을 하고 있다. 또한, '자동차', '웨어러블 디바이스', '로봇', '스마트 팩토리'와 같은 유망 분야 전시회를 동시 개최함으로써 통합적인 전자기술 박람회라는 이미지로 경쟁력을 구축하고 있다.

## 분야
| - 가전제품 - 시청각 장비 - 항공기/선박 장비 - 이동통신 시스템 장비 - 산업제어/공장 자동화 - 의료기기 및 기타 | - PC 주변장치/사무 장비 - 시험/검사 장비 - 광학기기 - 반도체 조립 - 운송 장비 |

### NEPCON JAPAN 의 핵심분야
- 일렉트로닉스 제조 및 R&D에 필수적인 7개의 핵심 분야로 구성되어있다.

1. 전자 제조/실장 기술전: 세계 최대 일렉트로닉스 제조 및 SMT에 관한 모든 장비, 재료 및 기술이 총집결하는 전시회로 주로 밀봉기계, 세척기, 레이저 가공, 디스펜서 등이 참가대상이며 올해 47회를 맞이했다. 
2. 일렉트로닉스 검사/측정/분석 기술전: 아시아 최대급 일렉트로닉스 제조 및 연구 시험, 검사, 측정/분석을 위한 전문 전시회로 주로 검사장비, 테스터기, 측정 장비, X-레이 검사 장비 등 이 주요 참가대상이며 올해 35회를 맞이했다. 
3. 반도체 패키징 기술전: 아시아 최대 IC 후공정의 첨단장비와 재료, 서비스가 집결된 전시회로 주로 반도체 디바이스 검사 장비, 조립장비, 반도체 패키징용분석/시뮬레이션소프트웨어 등이 주요 참가대상이며 올해 19회를 맞이했다. 
4. 전자 부품/소재 엑스포: 일본 최대 가전 기기 및 산업기기용 전자부품/장비, 재료가 모여있는 전시회로, 주로 센서, 스위치, 저항기, 변압기, 나노기술재료 등이 주요 참가 대상이며 올해 19회를 맞이했다. 
5.프린트배선판 엑스포: 각종 PCB /PWB, PCB재료, 설계 및 개발 서비스 및 디자인이 모여있는 전시회로 주 참가 대상은 경성 회로기판, 반도체 패키징 회로기관 등이 있다. 올해 19회를 맞이했다. 
6.미세 가공 기술 엑스포: 일렉트로닉스 제조를 위한 몰딩, 커팅, 프레스, 에칭, 등 정밀 가공 기술이 모여있는 전시회로 주요 참가 대상으로는 프레스 가공, 커팅/드릴링, 정밀 캐스팅 등이 있다. 올해로 8회를 맞이했다. 
7.LED＆레이저 다이오드 기술 전시회 : LED＆레이저 다이오드 기술 전시회로 주요 참가 대상은 반도체레이저, LED, 광학설계 소프트 등이 있으며 올해 10회를 맞이 했다. 

### 현황
- NEPCON JAPAN2018 의 참관자 수는 11만4천380명으로 2018년 최대를 기록했다. 한국, 독일, 미국, 중국 등 34개국에서 2480개사 박람회에 참가했다. 또한 전시회 기간에는 컨퍼런스도 동시에 진행됐는데 3일동안 약 350명의 업계 리더들의 발표로 25870여명이라는 많은 참관자들을 모았다.

### 기타
- 현재 전시회가 진행되고 있는 도쿄에 위치한 하네다 공항은 2014년 기준 연간 약 9만편이 발착한다. 9월에 처음으로 전시회가 열리는 나고야는 해외 25개 도시, 국내는 24개국을 운항하며 연간 1200만명이 이용한다고 한다.
- 한국 역시 KES라는 전자 박람회가 열리는데 올해 48회를 앞두고 있다. 작년 기준 500개사, 70000명 참관객

### 참고 사이트
- https://web.archive.org/web/20180316214221/http://www.nepconjapan.jp/ko/About/LED_LASER_DIODE_TECHNOLOGY_EXPO/